# Il fondo del barile
Il fondo del barile è il quinto album dei Gerson, pubblicato nel 2011.

## Tracce
1. Con la linea della vita sul palmo interrotta
2. Il volo degli asini
3. Il fondo del barile
4. Grilli per la testa
5. Triste
6. Fuori il prossimo
7. Ieri sera non dovevo bere
8. Il morso del cane
9. Physique du Role
10. Ho perso
11. Carlo non farlo
12. Radio

## Formazione
- Paolo Stucchi - voce, chitarra
- Stefano "Steve" Colla - chitarra
- Rafael Miranda - basso
- Sergio "Trinità Jack" Maramotti - batteria